# 笑福亭仁智
笑福亭 仁智（しょうふくてい じんち、1952年8月12日 - ）は大阪府羽曳野市出身の落語家・タレント。本名は浅田 晃一郎。出囃子は「オクラホマミキサー」。所属事務所は吉本興業。上方落語協会会長（第7代）。

## 来歴・人物
大阪府立勝山高等学校卒業後、1971年4月1日に笑福亭仁鶴のもとへ弟子入り志願に出向き、『池田の猪買い』を披露。落語を覚えることを条件に入門が許され、一番弟子となる。
当初は端正な顔立ちで古典落語をしていたが徐々に髪の毛が薄くなり桂三枝（現：6代桂文枝）の勧めで新作落語に転身する。
1999年6月よりほぼ2ヶ月に1回、新作落語の勉強会「笑いのタニマチ」を開催。また、福祉グループ「上方落語喜講」を主宰し、各地でチャリティー寄席を開いている。笑福亭仁福、松旭斎小天正、笑福亭仁勇とのコントグループ「大阪パイレーツ」のリーダー。
2004年に球団統合で消滅した大阪近鉄バファローズのファンとしても知られ、「近鉄バファローズアワー」（ABCラジオ・スカイ・A）のパーソナリティもつとめていた。
2016年6月22日、上方落語協会の副会長に就任し、企画委員長として企画戦略を担う。
2018年4月26日、 6代桂文枝が上方落語協会会長を退任する意向を示したことに伴う次期会長候補選挙が行われ、仁智は同協会員の投票で最多票数を獲得し、会長候補に選出された。5月31日、理事会の承認を得て、第7代の同協会会長に就任した。

## 主な受賞歴
- 1999年：「大阪文化祭賞」演芸部門奨励賞
- 2003年：「文化庁芸術祭」演芸部門優秀賞
- 2015年：「文化庁芸術祭」大衆芸能部門優秀賞

## 主な持ちネタ
- 『スタディ・ベースボール』
- 『老女A』
- 『源太と兄貴』シリーズ
- 『川柳はこの世の憂さの吹きだまり』

ほか

## 出演番組
- 笑福亭仁智のラジオ突撃隊（KBS京都）
- 青春キャンパス（文化放送）内「モコと仁智の青春レポート」
- ラジオよしもと むっちゃ元気!（ラジオ大阪）
- サテスタ歌謡スター登竜門（ラジオ関西）
- 歌謡大全集（ABCラジオ）
- 近鉄バファローズアワー（ABCラジオ）
- 夕焼け笑劇場（ABCテレビ）
- スタジオ2時（MBSテレビ）
- クイズふるさと便（三重テレビ）
- ジャスコ奥さま便利帖（読売テレビ）
- 第二回ABEMA寄席（2020年5月24日、ABEMA）[6]

## CD
- 「上方艶笑落語集 五 笑福亭鶴光『初天神』/笑福亭仁智『びっくり解体新書』」 1986年8月9日：大阪千里セルシーホールにて収録 （1996年3月1日、日本コロムビア）
- 「上方落語名人選〜珍品抱腹上方お色け噺〜 笑福亭呂鶴『延陽伯』/笑福亭仁智『鉄砲B助』」1987年：大阪千里セルシーホールにて収録

## 弟子
- 笑福亭智之介
- 笑福亭智六
- 笑福亭智丸
- 笑福亭大智